# Hafsa Mossi
Pour les articles homonymes, voir Mossi.
Hafsa Mossi, née en 1964 à Makamba et morte assassinée le 13 juillet 2016 à Bujumbura, est une personnalité politique et une journaliste burundaise.

## Carrière
Hafsa Mossi a d'abord été journaliste, à la télévision nationale (RTNB) de 1987 à 1990 puis à la BBC.
Lors de son décès, elle était députée à l'Assemblée législative est-africaine, par ailleurs réputée proche du président Pierre Nkurunziza.
Précédemment, elle avait été ministre de la communication et porte-parole du gouvernement entre 2005 et 2007 et ministre aux affaires de la Communauté d'Afrique de l'Est de 2009 à 2011.

## Circonstance du décès
D'après Pierre Nkurikiye, alors porte-parole de la Police nationale burundaise :
« elle a été assassinée à 10 h 30 (heure locale) dans le quartier de Gihosha, dans l’est de la capitale, par deux criminels dans un véhicule. »